# Nunca asistas a este tipo de fiestas
 Nunca asistas a este tipo de fiestas es una película argentina de terror de 2000 dirigida por Pablo Parés, Hernán Sáez y Paulo Soria sobre su propio guion, escrito sobre una idea original de Pablo Parés y Berta Muñiz. Es protagonizada por Pablo Parés, Berta Muñiz, Walter Cornás y Juani Conserva. El film tuvo un preestreno el 4 de diciembre de 2000, pero nunca se estrenó comercialmente. En el 2009 se estrenó la secuela, Nunca más asistas a este tipo de fiestas.

## Sinopsis
Un padre militar retirado, firme pero justo, y su hijo, bonachón e incapaz de hacer daño, salen a pescar  y se topan con seis jóvenes borrachos, drogadictos, ateos, homosexuales y comunistas que se le aparecen al hijo como una nueva forma de vida, y su padre se hace cargo de la situación.

## Reparto
- Pablo Parés ... Rolo
- Berta Muñiz ... Ernesto Santoro / voz de Beto
- Walter Cornás ... Quique
- Juani Conserva ... Fito Santoro
- Paulo Soria ... El Colo / voz de César
- Hernán Sáez ... Lucho
- Nicanor Loreti ... Beto
- Paz Cogorno ... Karina
- Sandra De Vinzenzi ... Vicky
- Urco Urquiza ... César
- Juan Bautista Dartiguelongue ... Chofer
- Olga Muñiz ... El Pombero
- Constanza Boquet ... Mariana
- Sebastián De Caro ... Nicolás Estevinsky

## Declaraciones de los participantes
Paulo Soria explicó la formula para el argumento del film a Luis Lucchesi, en un reportaje para la revista La Cosa:

”Noche de Brujas más Clave de Sol, más Rambito y Rambón. Esa es la fusión de estilos para la película. Esos referentes máximos.

Berta Muñiz declaró en la revista La Cosa:

”En realidad Nunca asistas…nació como un «break» de Plaga Zombie 2. Estábamos hartos y asqueados de zombies.”